# عرجان الغربية
عرجان الغربية هي بلدة في محافظة عمان في شمال غرب الأردن 
وهي تقع شمال العاصمة عمان .